# سومالي مام
سومالي مام (باللغة الخميرية: ម៉ម សុម៉ាលី /mɑːm sɔmaliː/ ويلفظ كذلك ម៉ម សូម៉ាលី) (مواليد 1970 أو 1971) هي كمبودية من مناصري مكافحة الاتجار والتي تركز بشكل رئيسي على الاتجار بالجنس. شاركت مام منذ عام 1996 وحتى عام 2014 في حملات ضد الاتجار بالجنس. وأسست مؤسسة سومالي مام، وجمعت النقود، وظهرت في برامج تلفزيونية معروفة، وتحدثت في الكثير من المناسبات الدولية.
بعد ادعاءات الكذب التي ظهرت في ذا كامبوديا ديلي عام 2012 و2013، نشرت نيوزويك موضوع غلاف في مايو 2014 مدعيةً أن مام زيَّفت قصة الاعتداء عليها وقصص آخرين. وبعد إجراء مؤسسة سومالي مام تحقيقها الخاص بواسطة جودوين بروكتر، وهي شركة قانونية مقرها في بوسطن، استقالت من منصبها وأُغلقت المؤسسة في أكتوبر 2014. وعادت لتعيش في كولومبيا قبل أن تعود مجددًا إلى الولايات المتحدة لتبدأ نشاطات جديدة لجمع التبرعات.

## حياتها المبكرة
وُلدت مام لعائلة من أقلية قبلية في محافظة موندولكيري، كمبوديا. وضَّحت في مذكراتها طريق البراءة الضائعة أنها ولدت أما في عام 1970 أو1971.
حُقق بشأن مام من قبل صحفيٍ يعمل في كمبوديا، ونشرت نيوزويك في مايو 2014 مزاعمه بأن أجزاءً رئيسيةً من حياتها المبكرة كانت كذبًا. واستقالت سومالي من مؤسسة مام بعد ذلك بفترة قصيرة. وقد توصَّل تحقيقٌ لمجلة ماري كلير إلى استنتاج مختلف، ووجد شهودًا دعموا قصة مام وناقضوا ادعاءات نيوزويك.
قالت مام في كتابها إنها ارتادت المدرسة في كمبوديا، ولكنها لم تتخرج. وبحسب مقالة نيوزويك، فقد تخرجت مام فعلًا من هناك وعُثر على طالبين ومدرس ليدعموا تلك الادعاءات، ولكن ماري كلير تقتبس قول مدير المدرسة بأن مام ارتادت المدرسة لمدة ثلاث سنوات فقط.
قالت مام إن «جدها» كان يعتدي عليها حتى سن الرابعة عشر وإنها بيعت إلى بيت دعارة وأُجبرت على ممارسة البغاء وإنها أُرغمت على أن تتزوج من غريب. ادَّعت أنها أُجبرت على ممارسة البغاء في الشوارع وعلى ممارسة الجنس مع خمسة أو ستة زبائن في اليوم.
تركت مام كمبوديا وذهب لباريس، فرنسا عام 1993 حيث تزوجت من مواطن فرنسي، اسمه بيير ليجروس. وتطلقا عام 2008.

## أعمالها الخيرية وإنجازاتها
عملت مام عاملة رعاية صحية غير مدربة مع أطباء بلا حدود ووزعت في أوقات فراغها الواقيات الجنسية، والصابون، والمعلومات على النساء في بيوت الدعارة. وفي عام 1996، شاركت في تأسيس إيه أف إي إس آي بّي (العمل لأجل نساءٍ في أوضاع مؤلمة)، وهي منظمة غير حكومية مكرسة لإنقاذ، وتسكين وإعادة تأهيل النساء والأطفال في كمبوديا، ولاوس، وفيتنام من الذين استغلوا جنسيًا. تجري إيه أف إي إس آي بّي أعمال توعية لمحاولة مساعدة النساء اللواتي لازلن مستعبدات. تعمل المنظمة أيضًا مع سلطات فرض القانون لمداهمة بيوت الدعارة. وللشركة مواقع في كمبوديا، ولاوس، وفيتنام.
في يونيو 2007، شاركت مام في تأسيس مؤسسة سومالي مام، وهي منظمة غير ربحية أُسست في الولايات المتحدة ودعمت مجموعات مكافحة الاتجار وساعدت النساء والبنات اللواتي أُجبرن على العبودية الجنسية. جذبت مؤسسة سومالي مام (إس إم أف) دعم قادة الأعمال التجارية في الولايات المتحدة ونجوم هوليوود. لقد كانت إس إم أف الذراع الدولية لجمع التبرعات لمنظمة إيه أف إي إس آي بّي التابعة لسومالي مام والتي مقرها في بنوم بنه.
بعد مقالة نيوزويك في مايو 2014 التي شككت في ادعاءات مام، قامت مؤسسة سومالي مام بتحقيقها الخاص عن طريق جودوين بروكتر، وهي شركة قانونية مقرها في بوسطن. استقالت مام من منصبها وأُغلقت المؤسسة لاحقًا في أكتوبر 2014. وفي يناير 2015، أطلقت مام ومدير العمليات السابق لإس إم أف ريجمور شنايدر صندوق مام سومالي الجديد ليكون مصدر تمويل إيه أف إي إس آي بّي. أصبحت المؤسسة الخيرية الجديدة توغيذر1هارت عربة التمويل الرئيسية لإيه أف إي إس آي بّي. وتشغل الممثلة أنالين ماكورد منصب المديرة التنفيذية لتوغيذر1هارت. تشير المنشورات على صفحة المجموعة على الفيسبوك إلى أن مام لاتزال تملك دورًا كبيرًا، وتُصر ماكورد على أن مام «ناجية» ويبدوا أنها تُبرأُها من التصرفات الخاطئة، بينما توضح أن توغيذر1هارت وإيه أف إي إس آي بّي لم يقوموا بأي تغييرات بسبب أزمة العلاقات العامة لعام 2014.

## روابط خارجية
- سومالي مام على موقع أوليمبيديا (الإنجليزية)